# Велика Черемшанка (Новосибірська область)
Велика Черемшанка (рос. Большая Черемшанка) — присілок у Коливанському районі Новосибірської області Російської Федерації.
Входить до складу муніципального утворення Новотиришкінська сільрада. Населення становить 30 осіб (2010).

## Історія
Згідно із законом від 2 червня 2004 року органом місцевого самоврядування є Новотиришкінська сільрада.

## Населення
| 2002 | 2007 | 2010 |
| ---- | ---- | ---- |
| 21   | ↗46  | ↘30  |